# 武义站
武义站位于中国浙江省武义县白洋街道，为浙江金温铁道开发有限公司管辖的客运三等站。经过铁路有金温货线，离金华站40公里，离温州站222公里。车站于1994年5月18日动工，1996年1月竣工并于4月随金温铁路金缙段通车而投用:490。

## 车站结构

### 站房
武义站坐东朝西，面向武义县城武阳路，总面积12000平方米。车站站房建筑面积7399.82平方米，共有3层。站房1层北侧为售票处，设有人工售票口；进站口位于车站中央，候车厅一次能容纳近600位旅客候车，远期可容纳1000名旅客:490；出站口位于站房南侧:50。
- 售票口
- 车站进站口
- 进站大厅
- 站台侧站房

### 站场
车站现有5条线路，其中到发线3条。武义站设有1座侧式站台和1座岛式站台；站台和站房间不设天桥或地道，因此当列车停靠2站台或3站台时，旅客需翻越股道。站场东侧为占地55666平方米的车站货场，设有货物装卸线2条；1400平方米的货物仓库。
| 站场 | 侧线                             | 货场线路                         |
| 站场 | 侧线                             | 货场线路                         |
| 站场 | 3站台                            | 金温货线 列车到发线              |
| 站场 | 岛式站台                         |                                  |
| 站场 | 2站台                            | 金温货线 列车到发线              |
| 站场 | 1站台                            | 金温货线 列车到发线              |
| 站场 | 侧式站台                         |                                  |
| 站房 | 售票、进站口、候车、检票口、出站 | 售票、进站口、候车、检票口、出站 |